# تيم رولينغز
تيم رولينغز (بالإنجليزية: Tim Rawlings)‏ هو لاعب كرة قدم بريطاني في مركز الوسط، ولد في 4 نوفمبر 1932 في Coleshill, Warwickshire ‏ في المملكة المتحدة، وتوفي في 28 سبتمبر 2014. لعب مع بورت فايل وكوليشيل تاون ونادي والسول ووست بروميتش ألبيون.